# Pic de Neige Cordier
Pour les articles homonymes, voir Cordier (homonymie).
Le pic de Neige Cordier est un sommet du massif des Écrins qui culmine à 3 614 mètres d'altitude. Le nom du sommet a été choisi en l'honneur de l'alpiniste Henri Cordier, décédé peu avant la première ascension du pic.

## Ascensions

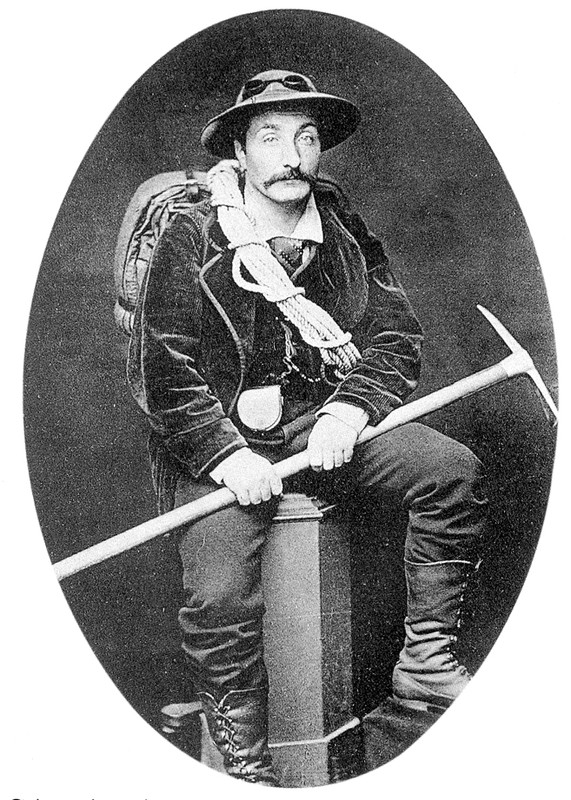
Paul Guillemin, premier vainqueur du pic de Neige Cordier

- Première ascension par Paul Guillemin, avec Émile Pic et Pierre Estienne, le 3 août 1877.
- Première hivernale par A. Arnaud et A. Fleuret, avec Félix Engilberge et Félicien Estienne, le 16 février 1926.